# Zbrodnia w Podosiu
Zbrodnia w Podosiu albo zbrodnia w Krzewinie – popełniony przez żołnierzy Armii Krajowej mord na grupie 12 Żydów dokonany 2 czerwca 1944 roku na bagnach nazywanych Krzewina koło wsi Podosie, na granicy powiatów łomżyńskiego i ostrołęckiego.

## Przebieg zbrodni
Zbrodni dokonał pluton Armii Krajowej, utworzony w maju 1944 roku, dowodzony przez starszego sierżanta Bolesława Kurpiewskiego „Orlika”, podlegający obwodowi AK Ostrołęka . Liczył 33 osoby i stacjonował na odległych o ok. 20 km bagnach zwanych wyspą Madagaskar w pobliżu wsi Zabiele i Rozwory w powiecie ostrołęckim. W nocy z 1 na 2 czerwca 1944 roku oddział wyruszył na bagna na granicy powiatów łomżyńskiego i ostrołęckiego, koło wsi Podosie, zwane przez miejscowych Krzewiną, gdzie ukrywała się grupa ok. 25 Żydów, w tym kobiety i dzieci . Wczesnym rankiem 2 czerwca oddział, podzielony na trzy grupy, okrążył obozowisko i zaatakował je za pomocą granatów i broni palnej . Zabito cztery kobiety i ośmiu mężczyzn .
Nie są znane motywy zbrodni. W toku procesu członkowie oddziału twierdzili, że była to wyprawa w celu ukrócenia bandy rabunkowej, która prześladowała miejscowych chłopów. Miejscowa ludność nie potwierdzała jednak, żeby Żydzi tworzyli bandę rabunkową; nie byli oni również uzbrojeni. Według relacji Stefana Wyszkowskiego, mogła ona nastąpić na rozkaz majora Edwarda Filochowskiego ps. „San”, komendanta obwodu Ostrołęka AK . Został on jednak uniewinniony od tego zarzutu w 1954 roku. Miejscowa ludność jako możliwy powód wskazywała też domniemane posiadanie przez Żydów pieniędzy lub kosztowności .
Kilka lub kilkanaście osób zdołało uciec, lecz część z nich została zabita przed końcem wojny lub po niej. Znane są relacje Racheli Holcman i Szlomy Orzechowicza, którzy przeżyli . Uciekinier Icchak Nagórny został trzy dni później zamordowany na rozkaz „Orlika” przez członka oddziału Czesława Poteraja „Pioruna” wspólnie z rolnikiem Stanisławem Rykowskim z Siemiątkowa, u którego się ukrył. Również Hela Holcman została zamordowana przez miejscowych na dzień przed wkroczeniem Armii Czerwonej .

## Odpowiedzialność prawna sprawców
Po wojnie władze przeprowadziły dwa procesy sądowe na podstawie dekretu PKWN z 31 sierpnia 1944 roku o współpracy z okupantem. W 1951 roku zostało skazanych 11 członków oddziału, w tym Czesław Poteraj na 15 lat pozbawienia wolności, Stanisław Smugorzewski na 10 lat, a inni – od 3 do 8 lat pozbawienia wolności. Sam Bolesław Kurpiewski „Orlik” wcześniej zginął 6 czerwca 1944 roku w potyczce z Niemcami .
Stefan Wyszkowski „Zawierucha”, który został skazany na 5,5 roku pozbawienia wolności, w latach 90. wystąpił o rehabilitację i odszkodowanie, w następstwie czego wyrok z 1951 roku został uchylony z uzasadnieniem, że przebywał w więzieniu za działalność polityczną związaną z walką o suwerenność i niepodległość . Wyroki wobec pozostałych skazanych nie zostały uchylone, pomimo podejmowanych prób. W procesie rehabilitacyjnym Adama Dąbkowskiego sąd stwierdził, że nie wszystkie akcje podejmowane przez „Orlika” należy rozpatrywać w kontekście walki o niepodległość i niewątpliwie do takich nie należała akcja, w wyniku której zabitych zostało 12 osób narodowości żydowskiej, ukrywających się w lesie przed okupantem niemieckim .